# Elisabethenwört (Bannwald)
Das Gebiet Elisabethenwört ist ein mit Verordnung vom 3. Mai 1999 durch die Körperschaftsforstdirektion Karlsruhe ausgewiesener Bannwald (Schutzgebiet-Nummer 100083) in Baden-Württemberg.

## Lage
Der Bannwald liegt im Stadtwald Philippsburg auf Gemarkung Huttenheim auf der Rheininsel Elisabethenwörth. Er ist vollständig umgeben vom Naturschutzgebiet Rußheimer Altrhein-Elisabethenwört. Der Bannwald ist Teil des FFH-Gebiets Nr. 6816-341 Rheinniederung von Karlsruhe bis Philippsburg sowie des Vogelschutzgebiets Nr. 6816-401 Rheinniederung Karlsruhe-Rheinsheim.

## Schutzzweck
Der Schutzzweck des Bannwaldes ist es gemäß Schutzgebietsverordnung die ungestörte Entwicklung eines ehemaligen Mittelwaldes in der nicht mehr überfluteten Altaue des Rheins im Bereich der nördlichen Oberrhein-Niederung mit seinen Tier- und Pflanzenarten sowie seine wissenschaftliche Beobachtung zu gewährleisten. Dies beinhaltet den Schutz der Lebensräume und -gemeinschaften, die sich im Gebiet befinden, sich im Verlauf der eigendynamischen Entwicklung des Wald-bestandes ändern oder neu entstehen. Von besonderem Interesse ist die wissenschaftliche Beobachtung der vom Menschen unbeeinflussten Entwicklung der Baumartenzusammensetzung im Schutzgebiet.

## Betreuung
Wissenschaftlich betreut wird der Bannwald durch die Forstliche Versuchs- und Forschungsanstalt Baden-Württemberg (FVA).